# Businessclass

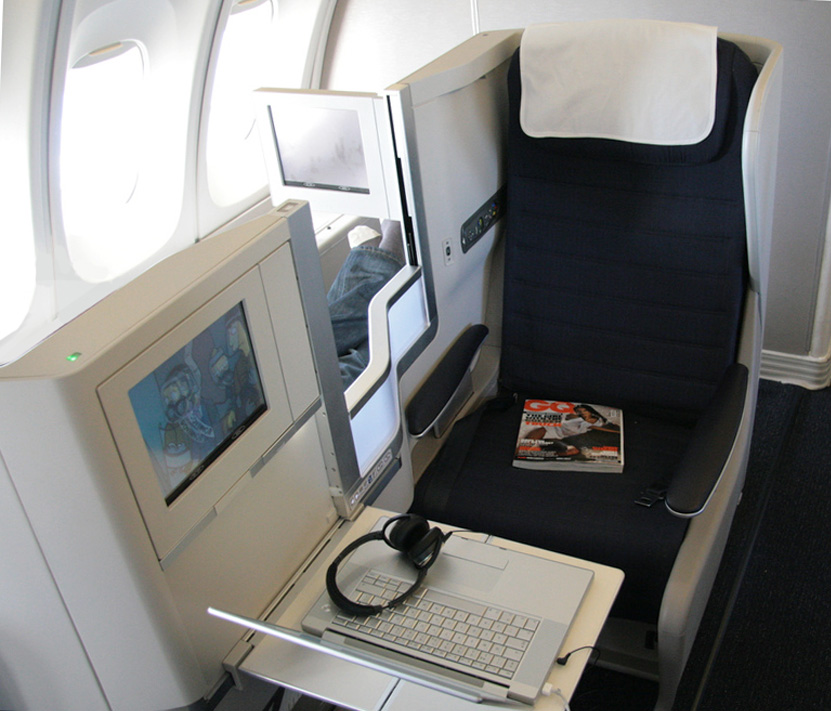
Businessclasscabine in een Boeing 747-400 van British Airways

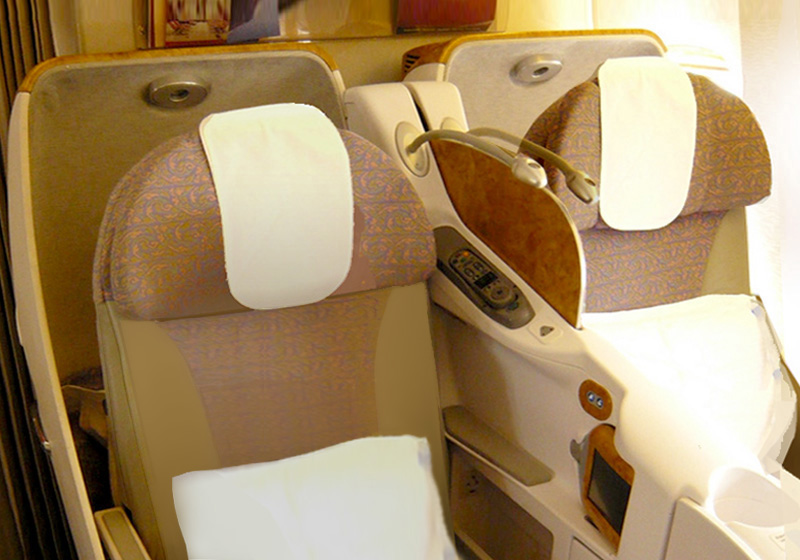
Businessclassstoelen die zich tot een bed uitvouwen aan boord van een Boeing 777-300ER van Emirates

Businessclass of zakenklasse is een term voor een reizigersaccommodatieklasse die door vele luchtvaartmaatschappijen gevoerd wordt, en die zich kenmerkt door een hoger service- en comfortniveau dan de economyclass (de toeristenklasse). De businessclass was voorheen veelal een tussenklasse die het gat tussen economyclass en de eerste klasse opvulde, maar bij het merendeel van de maatschappijen vertegenwoordigt de businessclass  het hoogste serviceniveau. Een upgrade naar businessclass is een van de wensen van mensen die vaker vliegen, soms als het druk is wordt men "gebumpt" ('eraf stoten') naar businessclass om meer betalende passagiers in economyclass kwijt te kunnen. 

## Voordelen

Een gebruikelijke zitplaatsenlayout op een widebody (in dit geval een Asiana-Boeing 747-400)

Als men een ticket in de businessclass koopt, kan men de volgende zaken verwachten:
- Speciale incheckbalies (*)
- Toegang tot de lounge (*)
- Verreweg in de meeste gevallen een stoel voor in het vliegtuig wat een snellere toegang en vertrek bij aankomst mogelijk maakt, en voor in het vliegtuig heeft men minder last van turbulentie en motorlawaai
- Vaak betere stoelen. Op langeafstandsvluchten krijgt men bij veel maatschappijen een stoel die zich plat vouwt en beensteunen heeft zodat men nagenoeg zoals in een bed kan slapen. Op veel Europese vluchten is het enige verschil dat de middenstoel leeg blijft.
- Veel uitgebreidere maaltijden; vaak wordt voor het opstijgen een aperitief geserveerd.

(*)Meestal ook toegankelijk voor de eliteniveaus van de meeste frequentflyerprogramma's

## IATA-businessclasscodes
Men kan aan de code op een vliegtuigticket zien welke categorie reiziger het hier betreft. Voor businessclass zijn de volgende codes van toepassing:
- J Business Class Premium
- C Business Class
- D Business Class Discounted
- I Business Class Discounted
- Z Business Class Discounted

## Benaming bij de verschillende maatschappijen

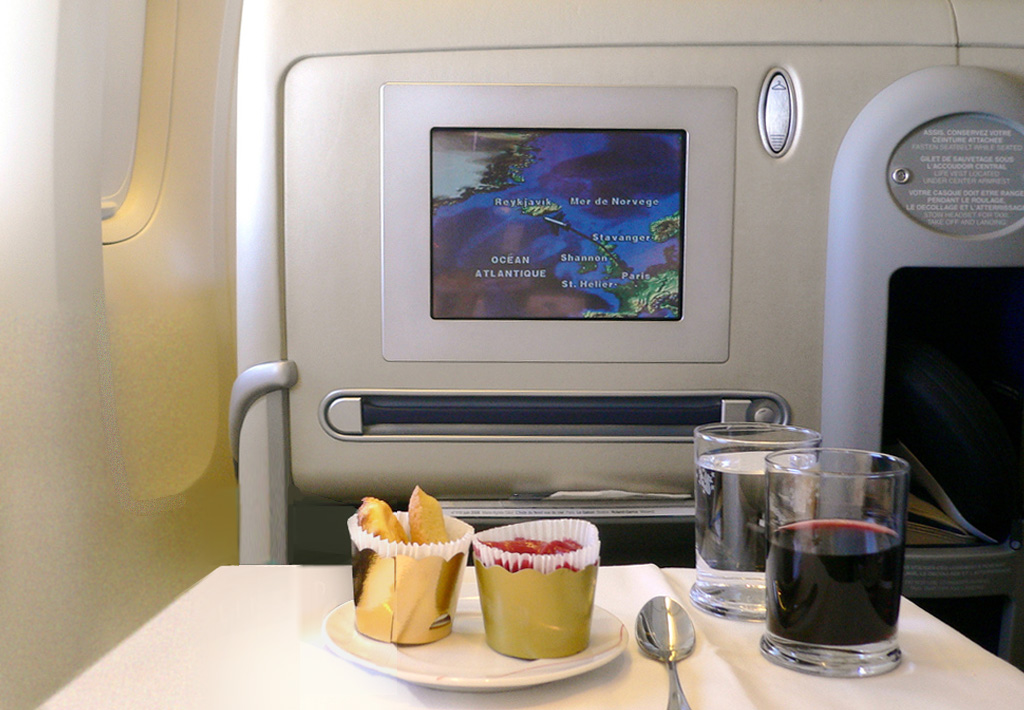
de maaltijd in de classe affaires bij Air France

De precieze naam verschilt van maatschappij tot maatschappij; vette tekst geeft aan dat het hier een gecombineerde businessclass en eerste klasse betreft.
- Aer Lingus "Business Class" (voorheen "Premier Class")
- Aeroflot "President (lange afstand)" "Президент", "Premier (korte en midellange afstand)" "Премьер"
- Aerolíneas Argentinas "Club Cóndor"
- Aeroméxico "Clase Premier"
- AirAsia X "Premium XL"
- Air Canada "Executive First (International)",  "Executive Class"
- Air China "Capital pavilion (International)",  "Business Class (binnenlandse vluchten)
- Air France "Affaires"
- Air Greenland "Nanoq Class"
- Air India "Executive Class"
- Air Koryo "Business Class"
- Air New Zealand "Business Premier"
- Air Pacific "Tabua Class"
- Air Seychelles "Pearl Class"
- Alitalia "Classe Magnifica"
- All Nippon Airways "Business Class"
- American Airlines "Business Class"
- Avianca "Business Class" "Clase Ejecutiva"
- Bangkok Airways "Blue Ribbon Class"
- British Airways "Club World", "Club World London City", "Club Europe", of "UK Business"
- Brussels Airlines "b.business"
- Cathay Pacific "Business Class"
- China Airlines "Dynasty Class"
- Copa Airlines"Clase Ejecutiva"
- Cyprus Airways "Apollo Class"
- Delta Air Lines  "Delta One"
- El Al"מחלקת עסקים"
- EgyptAir "Horus" "حورس"
- Ethiopian Airlines "Cloud Nine"
- Etihad Airways "Pearl Business"
- EVA Air "Premium Laurel"
- Garuda Indonesia "Executive Class"
- Gulf Air "Falcon Gold"
- Hong Kong Airlines "Club Premier", "Club Classic" en "Business Class"
- Iberia "Business Plus" en "Business Class"
- Icelandair "Saga Class"
- Iran Air "Homa Class"
- Japan Airlines "Executive Class Seasons" (international) of "Class J" (binnenlandse vluchten)
- Jetstar Airways "Star Class"
- Jet Airways "Premiere (international)" of "Club Premiere (binnenlandse vluchten)"
- Kartika Airlines "Deluxe Class"
- Kenya Airways "Premiere World"
- Kingfisher Airlines "Kingfisher First"
- KLM "World Business Class"
- Korean Air "Prestige Class"
- LAN Airlines "Premium Business"
- Lufthansa "Business Class"
- Malaysia Airlines "Golden Club Class"
- Mexicana de Aviación "Elite Class"
- Middle East Airlines "Cedar Class"
- Nepal Airlines "Shangrila Class"
- Norfolk Air "Bounty Class (now Premium Economy)"
- Olympic Air "Business Class"
- Pakistan International Airlines "Business Plus+"
- Philippine Airlines "Mabuhay Class"
- Qatar Airways "Business Class"
- Qantas "International Business" en "Domestic Business"
- Royal Air Maroc "Premium Class"
- Royal Jordanian "Crown Class"
- Saudia "Horizon Class" "درجة الأفق"
- Scandinavian Airlines "Business Class"
- Singapore Airlines "Business Class"  (voorheen "Raffles Class")
- SriLankan Airlines "Business Premier"
- TAP Portugal "tap | executive"
- TAM Linhas Aéreas "Executive Class" or "Classic Class"
- Thai Airways "Royal Silk"
- Turkish Airlines "Business Class"
- United Airlines "BusinessFirst" (transoceanic), "United Business" (North America)
- US Airways "Envoy"
- Vietnam Airlines "Business Class"
- Virgin America "First Class"
- Virgin Atlantic Airways "Upper Class"